# Arden Town
Arden Town es un área no incorporada ubicada en el condado de Sacramento en el estado estadounidense de California.

## Geografía
Arden Town se encuentra ubicada en las coordenadas 38°34′27″N 121°22′59″O / 38.57417, -121.38306.